# Wang Suan Pakkad

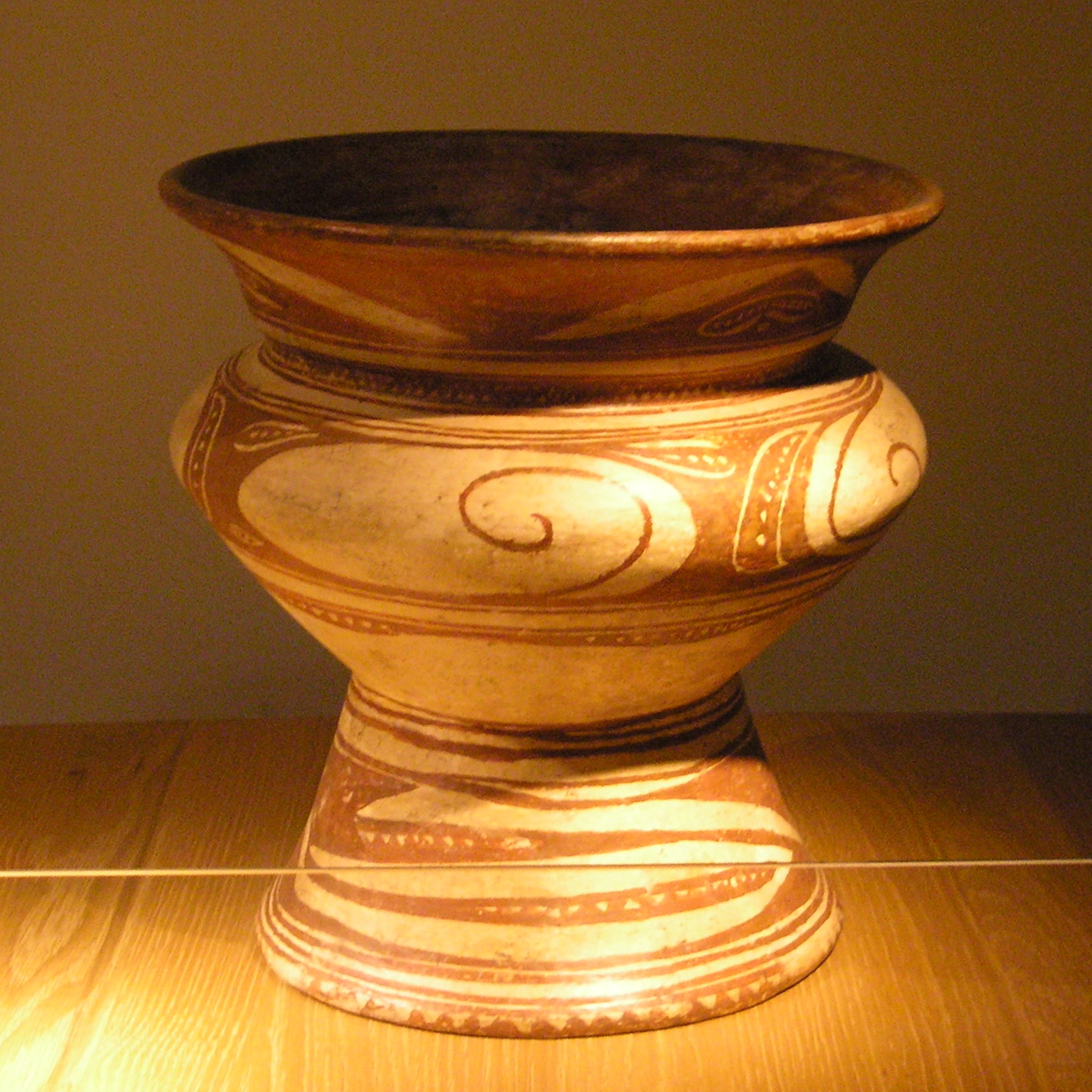
Ban Chiang Keramik

Wang Suan Pakkad oder Suan-Pakkad-Palast (thailändisch วังสวนผักกาด, wörtlich: Gemüsegarten-Palast) ist ein Museum in Bangkok, der Hauptstadt von Thailand. Es liegt an der  Sri Ayutthaya Road im Bezirk Ratchathewi, südlich des Siegesdenkmals.
Es ist das erste Museum in Thailand, dessen Besitzer, Prinz und Prinzessin Chumbhot von Nagara Svarga, sich entschieden haben, ihre private Residenz der Öffentlichkeit als Museum zur Verfügung zu stellen. Es wurde im Jahre 1952 eröffnet.
Das Museum besteht aus mehreren Gebäuden, die in traditionellem thailändischen Stil erbaut sind. Sie enthalten die Antiquitäten-Sammlung des Prinzen und der Prinzessin, die sich zum Teil bereits seit Generationen im Familienbesitz befanden. Darunter traditionelle Malereien auf Tuch und auf Holz, Buddha-Statuen, antike Möbel, eine Sammlung von Khon-Masken und sogar einige Gegenstände aus der Ban-Chiang-Zeit.

## Der Lack-Pavillon

### Geschichte

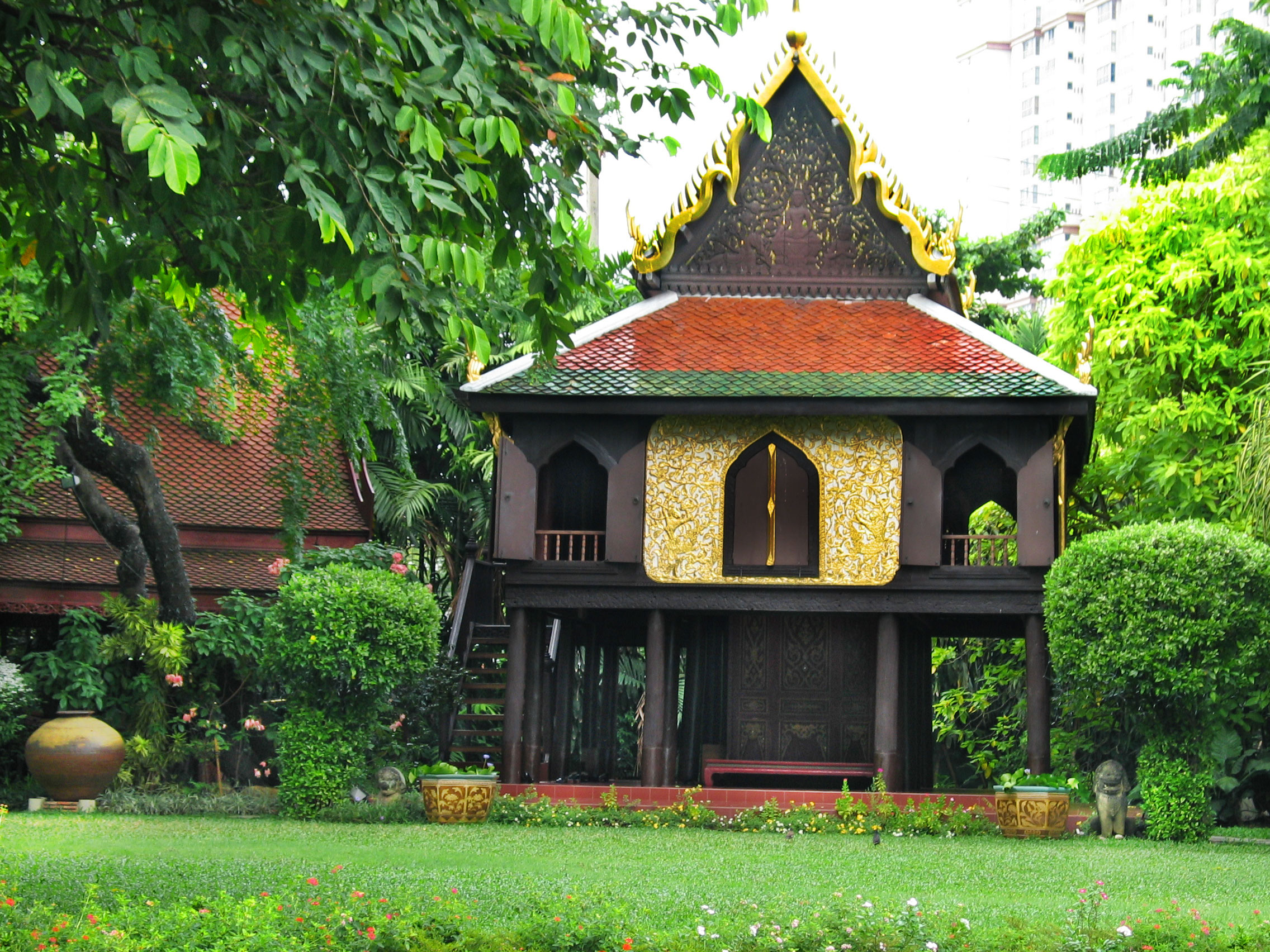
Der Lack-Pavillon im Suan Pakkard Museum

Der Glanzpunkt des Museums ist jedoch der „Lack-Pavillon“. Dieses einzigartige Gebäude wurde im Jahre 1958 von Prinz und Prinzessin Chumbhot entdeckt. Es befand sich damals im Wat Ban Kling, einem buddhistischen Tempel (Wat) am Ufer des Mae Nam Chao Phraya (Chao-Phraya-Fluss) zwischen Ayutthaya und Bang Pa-in. Das genaue Alter konnte bisher nicht ermittelt werden, es scheint jedoch sicher zu sein, dass dieses Gebäude zunächst Teil der königlichen Residenz in Ayutthaya war. Erst später wurde es auseinandergenommen und im Wat Ban Kling wieder zusammengesetzt. Es handelte sich ursprünglich um zwei einzelne Gebäude, das eine war ein Hor Trai, eine Bibliothek, das andere ein Hor Khian, ein Raum mit Wandgemälden. Der Hor Trai war ein einzelner Raum von einer offenen Galerie umgeben, er war zum Schutz vor Überschwemmungen auf hohen Stelzen errichtet. Der Hor Khian war ein etwas größerer Pavillon, der nur an drei Seiten Wände besaß. In den 1940er Jahren war der Hor Khian dem Zerfall nahe. Gläubige aus den umliegenden Dörfern nahmen daher beide Gebäude auseinander, restaurierten die Einzelteile so gut sie konnten, und bauten anschließend daraus ein einziges Gebäude: einen Hor Trai mit einem Raum in der Mitte, der von einem schmalen Gang umgeben war.

### Renovierung

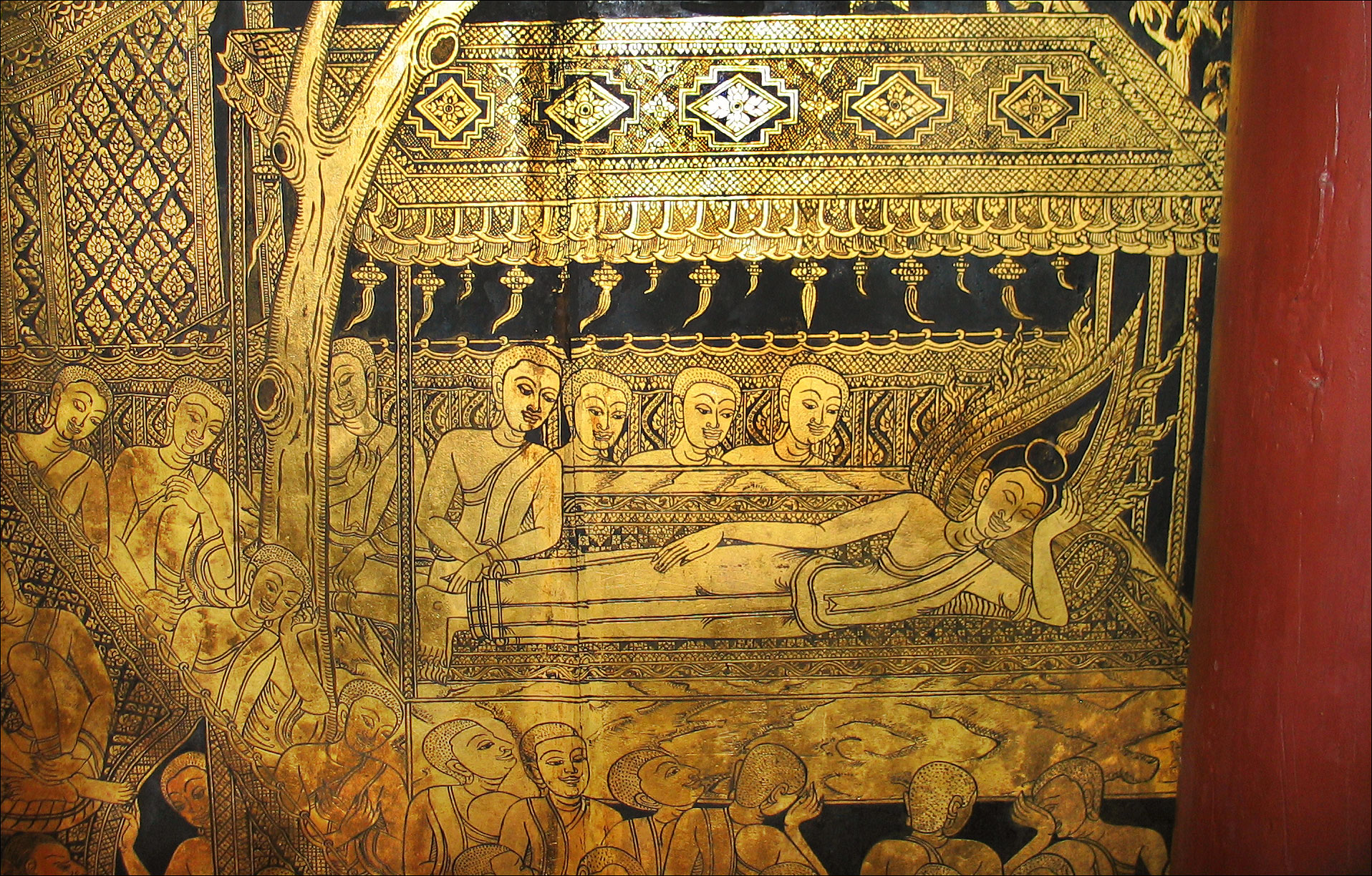
Goldlack-Malerei im Lack-Pavillon

Als das Prinzenpaar dieses Gebäude entdeckte, waren an den Wänden noch stark verwitterte Spuren einer Schwarzgoldlack-Malerei (Thai: Lai Rot Nam, ลายรดน้ำ, wörtlich: Zeichnung mit Wasser ausgewaschen) zu entdecken. Mit Erlaubnis des Abtes von Wat Ban Kling durften sie, nachdem sie einen neuen Pavillon und einen Landungssteg am Fluss gebaut hatten, den Pavillon in ihrer Residenz in Bangkok einer gründlichen Renovierung unterziehen. Dazu wurden zwei bekannte Künstler und Handwerker, Mr. Sawang Panya-Ngam und Mr. Udom Chuvanond, beauftragt die wunderbaren Goldlack-Malereien wieder auferstehen zu lassen. Am 8. März 1959 wurde in Anwesenheit der freudig überraschten Gläubigen von Wat Ban Kling der restaurierte Pavillon eröffnet.

### Bestimmung des Alters
Betrachtet man Einzelheiten der Malereien, die Gewänder der abgebildeten Franzosen und Holländer sowie die Kleidung der thailändischen Edelleute, lässt sich die Entstehung in die Zeit von König Narai datieren. Auch einige der mythologischen Figuren der Holzschnitzereien am Geländer der Galerie, welche zum Teil aus tierischen und zum Teil auch menschlichen Elementen bestehen, sind Beispiele, wie sie in der Zeit König Narais beliebt waren. Weiterhin lässt die Qualität der ursprünglichen Arbeit darauf schließen, dass die Gebäude im Auftrag eines Königs erbaut wurden. Wären sie zur Rattanakosin-Zeit entstanden, würde der Pavillon nicht im Wat Ban Kling, sondern in Thonburi oder in Bangkok erbaut worden sein. Es ist daher wahrscheinlich, dass sie in Ayutthaya zur Zeit der burmesischen Invasion im 18. Jahrhundert in Sicherheit gebracht worden sind.